# Madeleine-Angélique de Gomez
Madeleine-Angélique de Gomez, cuyo apellido de soltera era Poisson (París, 22 de noviembre de 1684-Saint-Germain-en-Laye, 28 de diciembre de 1770), fue una escritora y dramaturga francesa.
Hija del actor Paul Poisson, Madeleine-Angélique se casó con un noble español, Don Gabriel de Gómez, pensando que era rico. Cuando descubrió que su esposo estaba agobiado por las deudas, recurrió a la escritura con la esperanza para escapar de la pobreza. Su primera tragedia, Habis, fue lanzada en 1714 con un buen recibimiento de la crítica, siendo interpretada en la Comédie-Française en 1732. Sin duda, a esta necesidad de escribir para vivir hay que atribuir la gran cantidad de libros que sacó a la luz.
Esta prolífica escritora escribió un gran número de novelas y algunas tragedias. Entre 1722 y 1772, publicó ocho ediciones de Les Journées amusantes, y la obra fue traducida al inglés por Eliza Haywood.
Si bien la mayor parte de su trabajo se publicó bajo el nombre de Madame de Gómez, algunos se publicaron bajo el seudónimo de MPVDG
Murió en Saint-Germain-en-Laye el 28 de diciembre de 1770 a la edad de 86 años.

## Obras
| - Anecdotes persanes, dédiées au roy, París, J.-B. Mazuel, 1727 - Anecdotes, ou Histoire secrette de la maison ottomane, Ámsterdam, Par la compagnie, 1722 - Cléarque, tyran d'Héraclée, tragédie, Utrecht, E. Neaulme, 1733 - Crémentine, reine de Sanga ; histoire indienne, París, Mouchet, 1727 - Entretiens nocturnes de Mercure et de La Renommée, au jardin des Thuilleries, París, Le Clerc ; Mouchet ; Saugrain ; Prault, 1731 - Habis ; tragédie, París, P. Ribou, 1714 - Histoire de Jean de Calais, roi de Portugal, ou, La vertu recompensee, Bruxelles, Eugène-Henry Fricx, 1731 - Histoire d'Osman premier du nom, XIX empereur des Turcs, et de l'impératrice Aphendina Ashada, París, Prault père,1734 - Histoire du comte d’Oxfort, de Miledy d’Herby, d’Eustache de Saint-Pierre et de Beatrix de Guines au siège de la ville de Calais, sous le règne de Philippe de Valois, roi de France & de Navarré, en 1346 & 1347, París, G. Saugrain, 1728-1731, Calais, [s.n.], 1765 | - Histoire secrette de la conqueste de Grenade, París, C. Le Clerc, 1723 - Histoires du comte d'Oxfort, de Miledy d'Herby, d'Eustache de S. Pierre, et de Beatrix de Guine, La Haye, J. Gallois, 1738 - La jeune Alcidiane, París, Guillaume-Denis David, 1733 - Cent nouvelles nouvelles, París, Veuve Guillaume, 1732-1739 (Les Amans cloîtrés dans la septième partie est inspiré du fameux roman de Claudine de Tencin, Mémoires du comte de Comminge). - Les journées amusantes, dédiées au roi, en frontispice Louis XV, Roi de France et de Navarre gravé par Jean-Baptiste Scotin, París, André Morin, 1722 - Marsidie reine des Cimbres, tragedie, Utrecht, Etienne Neaulme, 1735 - Œuvres mêlées de Madame de Gomez : contenant ses tragedies & differens ouvrages en vers et en prose, París, André Morin, 1724 - Semiramis, tragédie, Utrecht, Étienne Neaulme, 1737 |